# George Tintle
George J. Tintle  (24 de diciembre de 1892 en Harrison, Nueva Jersey – 14 de enero de 1975 en Harrison, Nueva Jersey) fue un futbolista estadounidense que jugó como arquero.

## Selección nacional
Jugó dos encuentros con la selección estadounidense en 1916, entre ellos, el primer partido oficial ante Suecia.

## Clubes

### Como jugador
| Club                | País           | Año         |
| ------------------- | -------------- | ----------- |
| Harrison Alley Boys | Estados Unidos | 1908 - 1914 |
| Independent F.C.    | Estados Unidos | 1914 - 1916 |
| Brooklyn Celtic     | Estados Unidos | 1916 - 1917 |
| Paterson F.C.       | Estados Unidos | 1919        |
| Erie A.A.           | Estados Unidos | 1920 - 1921 |
| Harrison F.C.       | Estados Unidos | 1921 - 1923 |

### Como entrenador
| Club                 | País           | Año         |
| -------------------- | -------------- | ----------- |
| Harrison High School | Estados Unidos | Desconocido |

## Palmarés

### Distinciones individuales
| Distinción                   | Año  |
| ---------------------------- | ---- |
| National Soccer Hall of Fame | 1953 |